# Kołosowka (obwód omski)
Kołosowka (ros. Колосовка) – wieś (ros. село, trb. sieło) w Rosji, w obwodzie omskim, centrum administracyjne rejonu kołosowskiego. Miejscowość w 2010 roku liczyła 5313 mieszkańców.